# TEAD4
TEAD4‏ (TEA domain transcription factor 4) هوَ بروتين يُشَفر بواسطة جين TEAD4 في الإنسان.